# Палм Дезърт
Палм Дезърт (на английски: Palm Desert, в превод „Палмова пустиня“) е град в щата Калифорния, САЩ. Палм Дезърт се намира в окръг Ривърсайд и е с население от 41 155 жители (2000 г.) и има обща площ от 63,70 km² (24,60 мили²). От Палм Дезърт е хардрок групата Куийнс ъф дъ Стоун Ейдж.

## Побратимени градове
- Ла Пас (Мексико)
- Хайфа (Израел)